# Gemenc

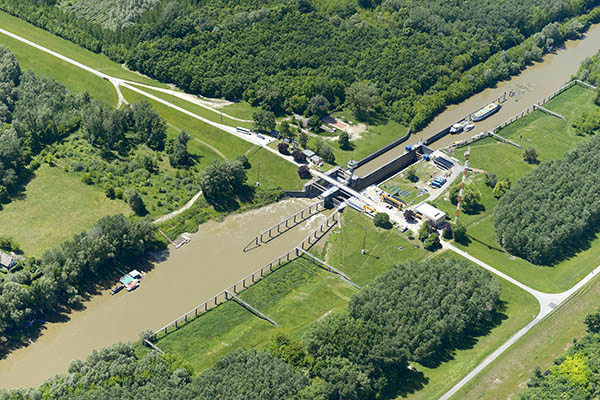
A keselyűsi hajózsilip (Bogyiszló) a Sió csatornán

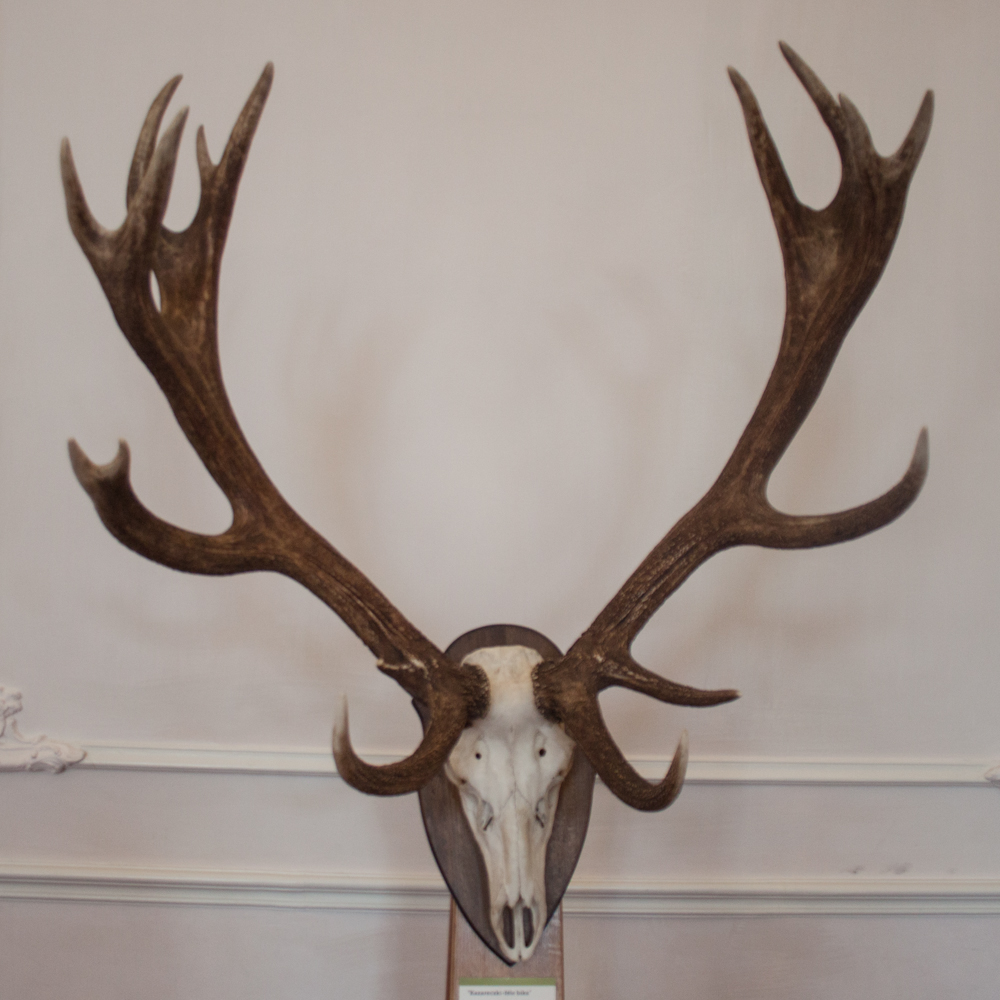
A gemenci Keselyűsön elejtett ún. Kazareczki-féle trófea (1974) a hatvani Széchenyi Zsigmond Vadászati Múzeumban

A Gemenc vagy Gemenci erdő egy nagy területen elhelyezkedő, természetvédelmi oltalom alatt álló ártéri erdő a Duna mentén, Magyarország középső déli részén. Területe közigazgatásilag túlnyomórészt Tolna, kisebb részben Bács-Kiskun vármegyéhez, földrajzilag pedig a Sárköz kistájhoz tartozik. Természetvédelmi szempontból a Duna–Dráva Nemzeti Park területének része, a Duna–Dráva Nemzeti Park Igazgatóság kezelésébe tartozik. Erdő- és vadgazdálkodását a Gemenci Erdő- és Vadgazdaság Zrt., rövidebb nevén Gemenc Zrt. látja el. 1977-ben került természetvédelmi oltalom alá; területéből mintegy 180 négyzetkilométert rendszeresen árvíz önt el, amivel nemcsak hazánkban, de egész Európában is egyedülálló. A Gyöngyvirágtól lombhullásig című, 1953-ban bemutatott magyar természetfilm is a Gemenci-erdő élővilágáról szól.

## Leírása
Gemenc legészakibb és legnyugatibb része a Sió és a Sárvíz összefolyása közelében, Szekszárd és Bogyiszló határvidékén található, ahonnan a Sió Duna-torkolatáig néhány kilométeres szélességben húzódik, majd onnan dél felé egy átlagosan 5-7 kilométer széles ártéri erdősávban folytatódik déli irányban, a Duna folyása mentén, egészen Báta községig. A terület legnagyobb része a Duna jobb partján terül el, de Gemenchez sorolják ezen a mintegy 30 kilométeres szakaszon a Duna szigeteit és balparti galériaerdőit is, Dusnok déli határvidékétől egészen Bátmonostorig.
Gemenc területén számos dunai holtág és több sziget található, melyeket zömmel természetes úton alakított ki a terület csekély szintesése miatt itt erősen lelassuló Duna folyása. A Duna Gemencet érintő szakaszának jobb partján 1810-1872 között tartottak a folyamszabályozási munkálatok, amelyek felgyorsították a holtágak amúgy természetes jelenségnek számító feltöltődését és szárazodását, illetve nagyrészt megakadályozták az új holtágak képződését. Keselyűs és Báta között a jobbparti ártéri erdő ekkor maradt véglegesen az árvízvédelmi gát és a meder közötti, alkalmanként árvízjárta hullámtérben.
Jelentősebb holtágak a területen, északról dél felé a Tolnai-Duna, a Taplósi Holt-Duna, a Sáros, a Sió torkolati zsilipje közelében található Sió-holtágak, a Forgó-tó, a Gemenci Holt-Duna, a Sulymos-tó, a Decsi Nagy-Holt-Duna, a Malomtelelő-tó, a Rezéti Holt-Duna, a Cserta-Duna, a Vén-Duna, a Nyéki Holt-Duna és a Móricz-Duna; jelentősebb szigetek a Veránka-sziget, a Kádár-sziget és a Nagy-Pandúr-sziget.

## Növény- és állatvilága
Gemenc az ország legnagyobb, zömében erdővel borított ártere, melynek hossza 30 kilométer, szélessége pedig mintegy 7 kilométer. A növényzetet az egész területen a vízjárás határozza meg: a jellegadó fák a legtöbb helyen a fűzfafélék közé tartoznak, ezen belül a mélyebben fekvő területeken füzek, a magasabbakon nyárfák telepedtek meg nagyobb arányban.
A fákkal borított területek cserjeszintje is rendkívül egyedgazdag – a jellegadó fajok itt a galagonya és a hamvas szeder –, így ezek a ligeterdők az ember számára gyakorlatilag járhatatlanok, így remek búvóhelyet kínálnak a nagyvadaknak. A ritkábban víz alá kerülő részeken élő, említést érdemlő cserjefaj még a ritka fekete galagonya, az aljnövényzetnek pedig jellemző faja a tavaszi csillagvirág.
A Gemenci-erdő állatvilága faj- és egyedgazdag, a legértékesebb, itt előforduló, védett állatfajok között mindenképp említésre méltó a rétisas, a kerecsensólyom, békászó sas és a fekete gólya, amelyekből rendszerint jó néhány pár fészkel a területen; sok gémtelep is található itt, melyek fészkelő állományát leginkább szürke gémek adják. Gemencet világhírűvé vadászati szempontból a nagyvadállománya tette: itt él az ország legszebb, legértékesebb trófeáit növesztő gímszarvas-állománya, de rengeteg az őz és a vaddisznó is.

## Gazdálkodás, turizmus

### A Gemenci Erdő- és Vadgazdaság Zrt.
A Gemenci Erdő- és Vadgazdaság Zrt. (rövidebb nevén Gemenc Zrt.) 1993. július 1. óta működik a Gemenc és környéke erdő- és vadgazdálkodásáért felelős vállalataként; jogelődje, a Gemenci Állami Erdő- és Vadgazdaság 1968-ban alakult, a Dunaártéri Állami Erdőgazdaság és a Gemenci Állami Vadgazdaság összevonásával. A társaság 37.839 hektár állami tulajdonú erdőterületen és 55.700 hektár üzemi vadászterületen gazdálkodik, de ezeknek csak egy része (megközelítőleg 20 000 hektár) tartozik ténylegesen Gemenchez, a vagyonkezelt terület ugyanis a Duna jobb és bal partjára, három érintett megyére (Tolna, Bács-Kiskun és Baranya) is kiterjed, a Szekszárd–Kalocsa vonaltól délre, az országhatárig.
A Gemenc Zrt. fő feladata az általa kezelt terület emberi, természeti és gazdasági értékeivel jól gazdálkodva korszerű erdőművelést és vadgazdálkodást végezzen, a tulajdonos Magyar Állam célkitűzéseinek teljesítése érdekében, illetve a természet szolgálatában. Kiemelt feladatként kezelik a területen társadalmilag elvárt közjóléti tevékenységek végzését és az ahhoz kapcsolódó infrastruktúra üzemeltetését, illetve lehetőség szerinti fejlesztését. Mindemellett a társaság – állami feladatként – kiemelt árvízvédelmi feladatokat is ellát az érintett Duna-szakaszon.

### A Gemenci Állami Erdei Vasút

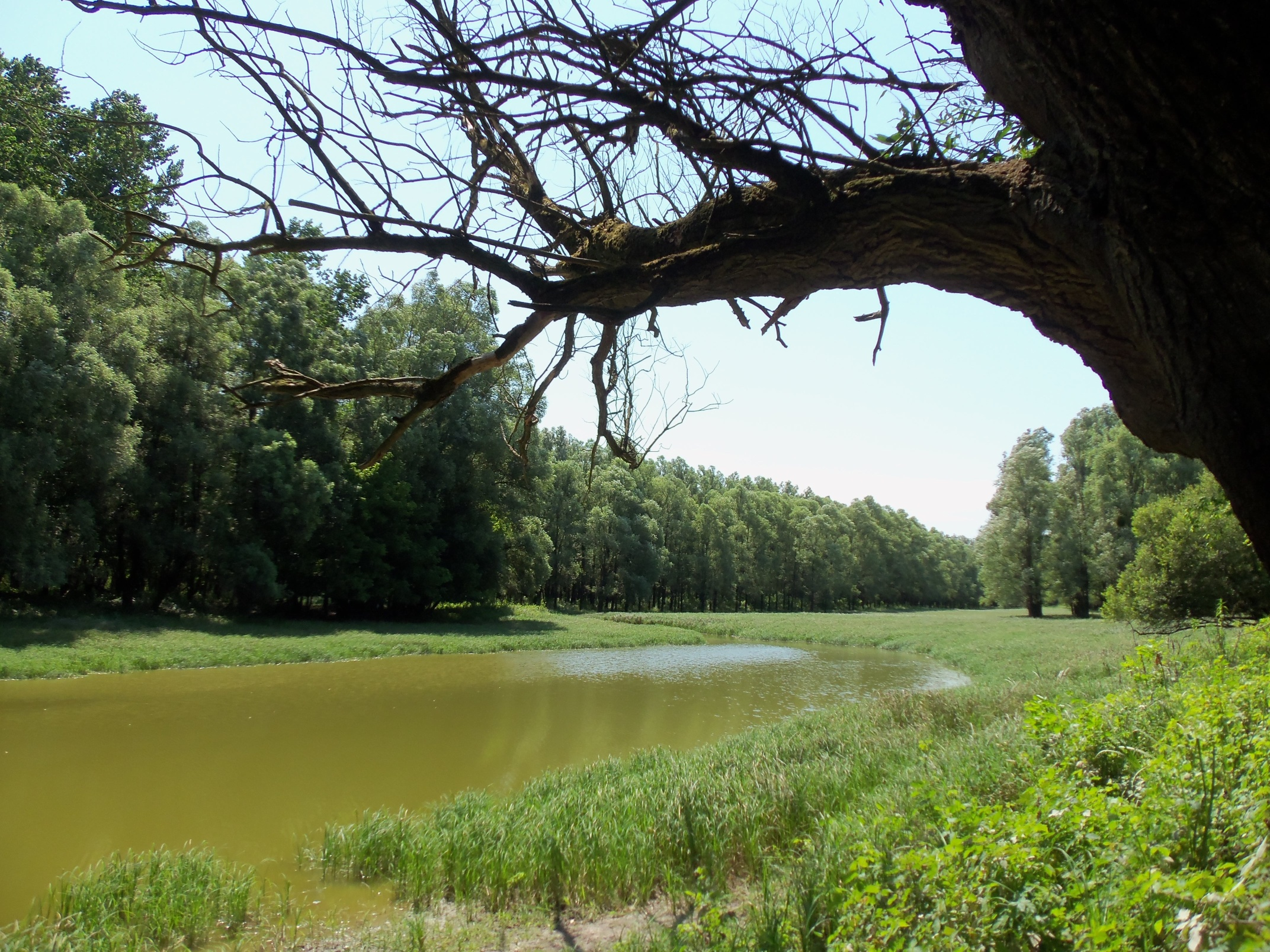
Lassi megállóhely

A térség teher- és személyszállításra egyaránt használatos kisvasútja a Gemenc Zrt. üzemeltetésében, amely 31 kilométeres útvonalon járja be Gemenc turisztikailag leginkább érdekes területeit, Pörböly településtől a Sió csatornáig, Bárányfok állomásig. Az induló állomás Bajától 8 kilométerre, a Gemenc Zrt. Ökoturisztikai Központjánál található, míg a másik végállomás Szekszárd közelében fekszik, 6 kilométerre a tolnai megyeszékhelytől; a vasútvonal csatlakozik az Alföldi Kéktúra útvonalához is, egyik állomásánál pedig sétahajó-kikötő is található.

#### A gemenci erdei vasút megállói[2]
- Pörböly
- Vadmegfigyelő
- Nagyrezét
- Nyárilegelő
- Lassi
- Malomtelelő
- Gemenc-Dunapart
- Keselyűs
- Szekszárd-Bárányfok

2023-ban csak Pörböly és Malomtelelő állomások között közlekedik.

### A Gemenci erdő tanösvényei[4]
A Gemenci-erdő tanösvényein sétálva az ártér egyedülálló szépségének lehetünk részesei. A kihelyezett tájékoztatótáblák a környék növény- és állatvilágát, a táj kialakulásának a történetét, az erdő- és vadgazdálkodás jelenét és múltját mutatják be. Nemcsak a szakvezetővel kiránduló, erdei iskolai programokon részt vevő gyerekek, hanem az apró érdekességekre fogékony felnőttek részére is élmény lehet séta közben tanulmányozni egy-egy tablót. 
Az interaktív Molnárka tanösvény, a Forgó-tavi és a Keselyűsi útvonal bejárását érdemes összekötni kisvasúti utazással is. A Kerttörténeti tanösvény a karapancsai kastély parkjában várja az érdeklődőket. A Nyéki-Holt-Dunai ösvényt a pörbölyi Ökoturisztikai központból gyalog vagy kerékpárral látogathatjuk meg. A Vajas-torok útvonala jégmadarak és hódok birodalmán vezet keresztül. 
Tanösvények
- Forgó-tavi tanösvény

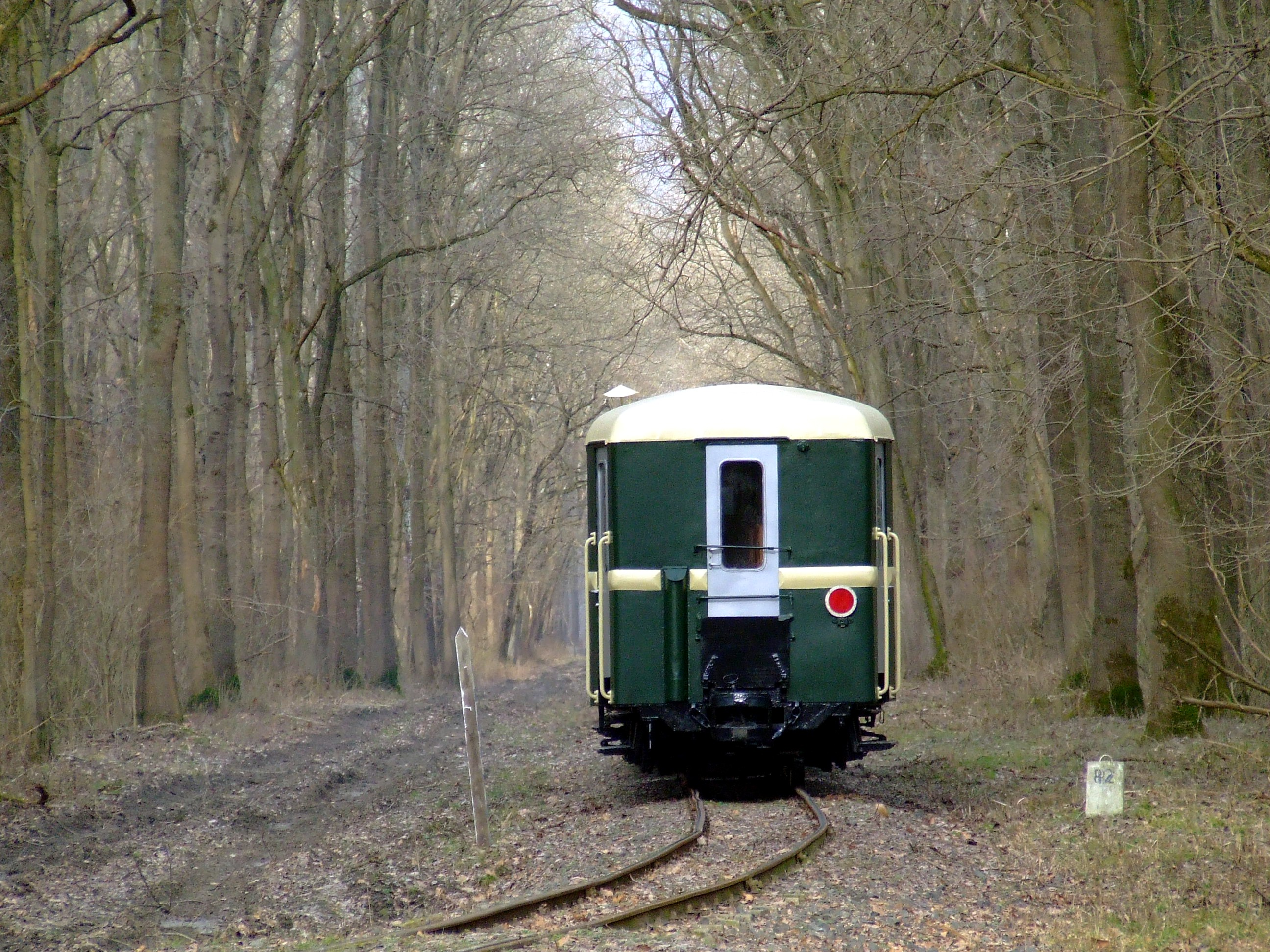
Gemenci-erdei vasút

- Kerttörténeti tanösvény Karapancsa
- Fekete gólya tanösvény
- Molnárka tanösvény
- Nyéki-holt-Duna tanösvény
- Sötét-völgyi tanösvény
- Vajas-torok tanösvény